# Domorazské louky
Domorazské louky je přírodní památka v okrese Nový Jičín jižně od obce Hostašovice. Oblast spravuje Krajský úřad Moravskoslezského kraje.
Důvodem ochrany jsou louky s hojným výskytem vstavačovitých. Kromě vstavačovitých se zde vyskytuje i několik dalších chráněných druhů rostlin. Území přírodní památky je z obou stran ohraničeno železniční tratí Ostrava – Valašské Meziříčí a silnicí I/57. Nedaleko se nachází Prameny Zrzávky.

## Galerie

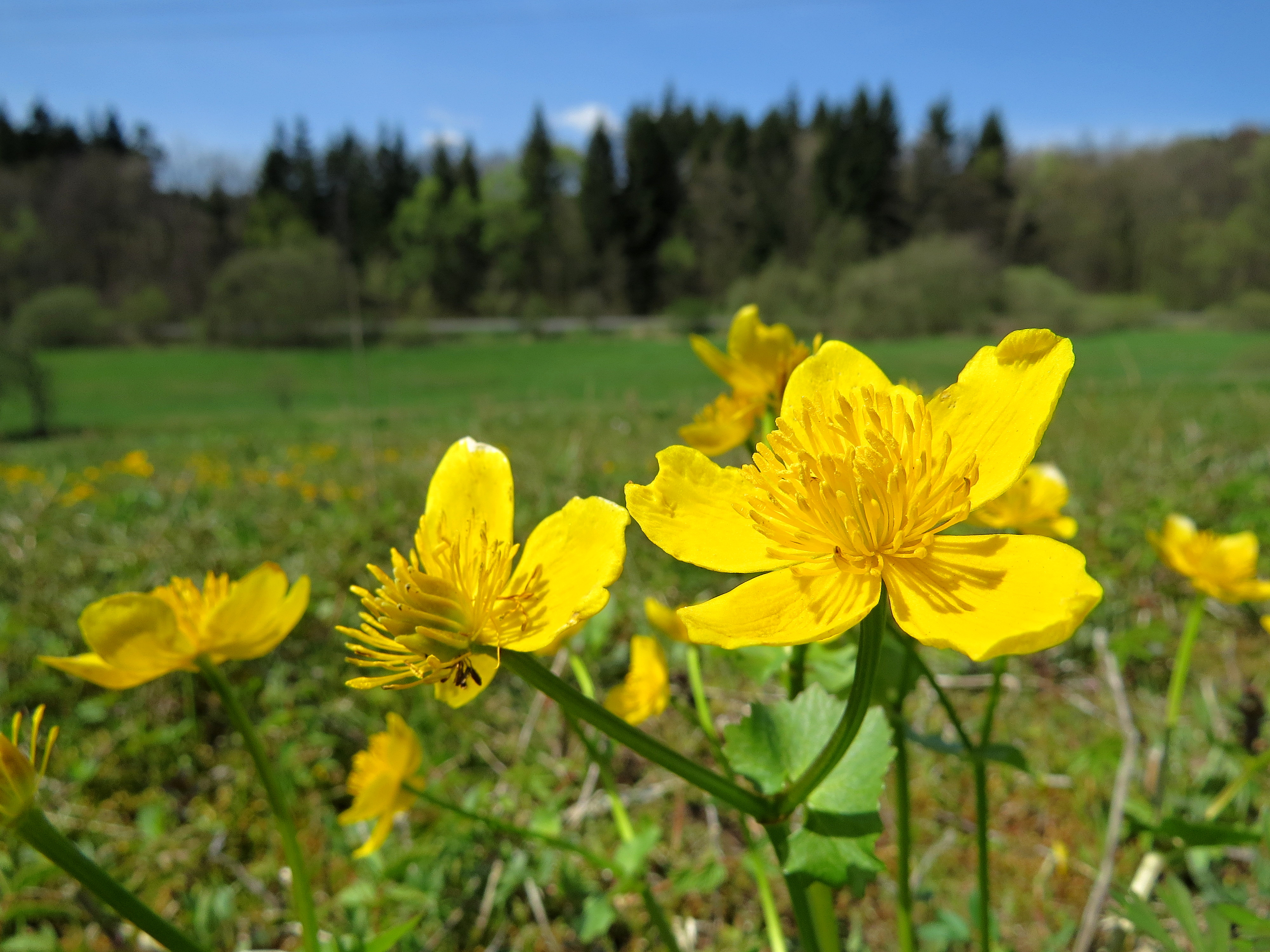
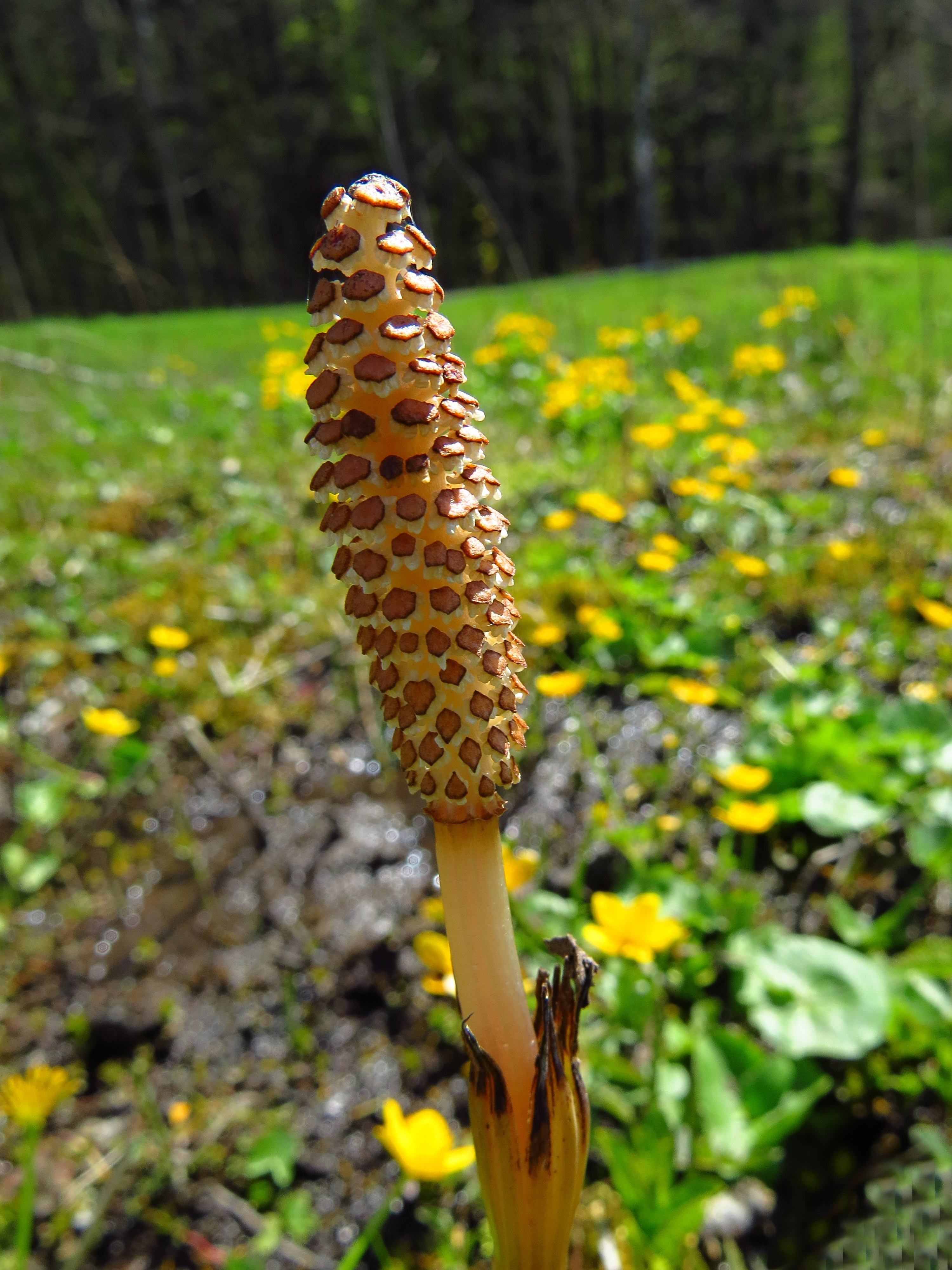
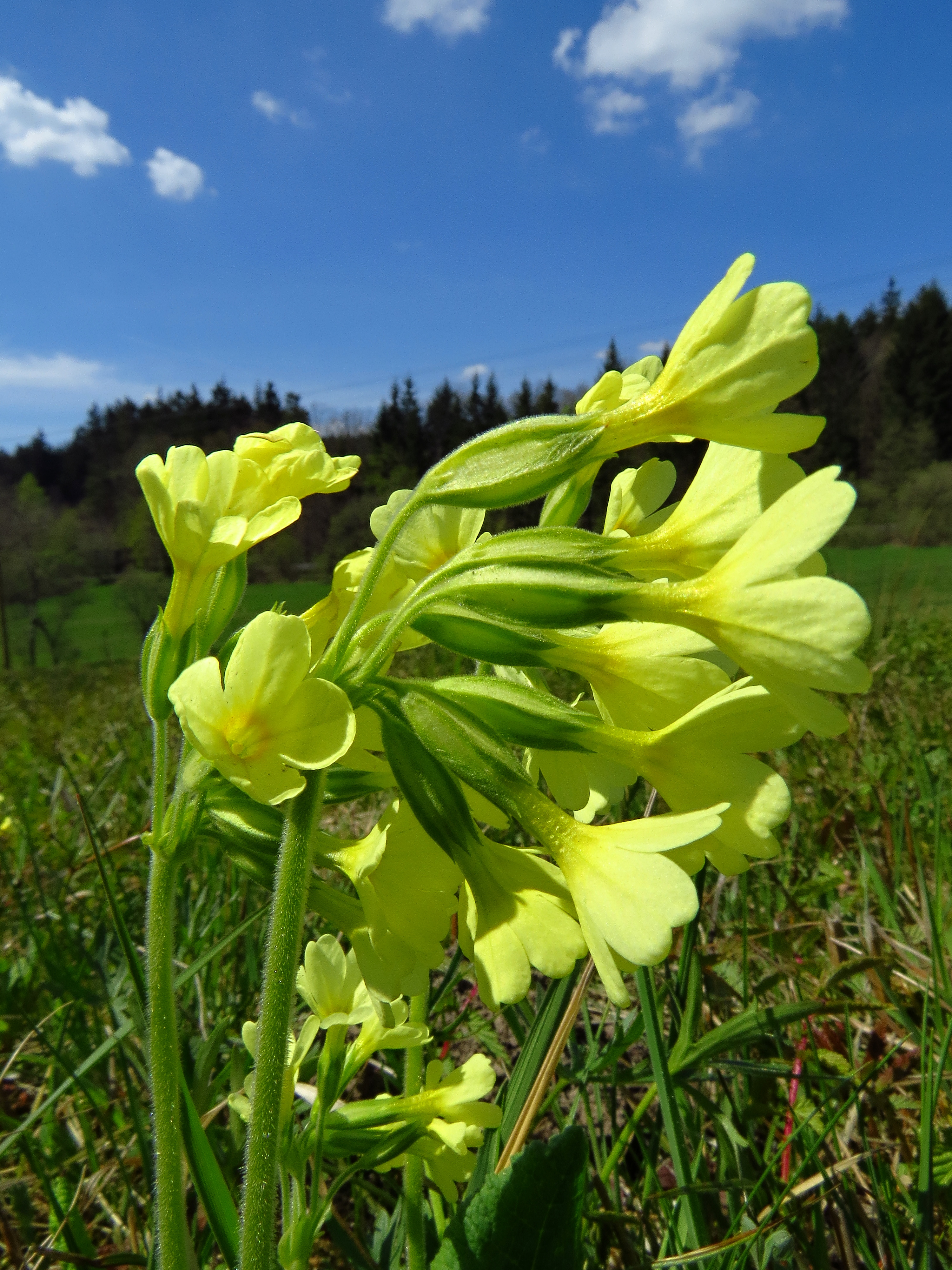
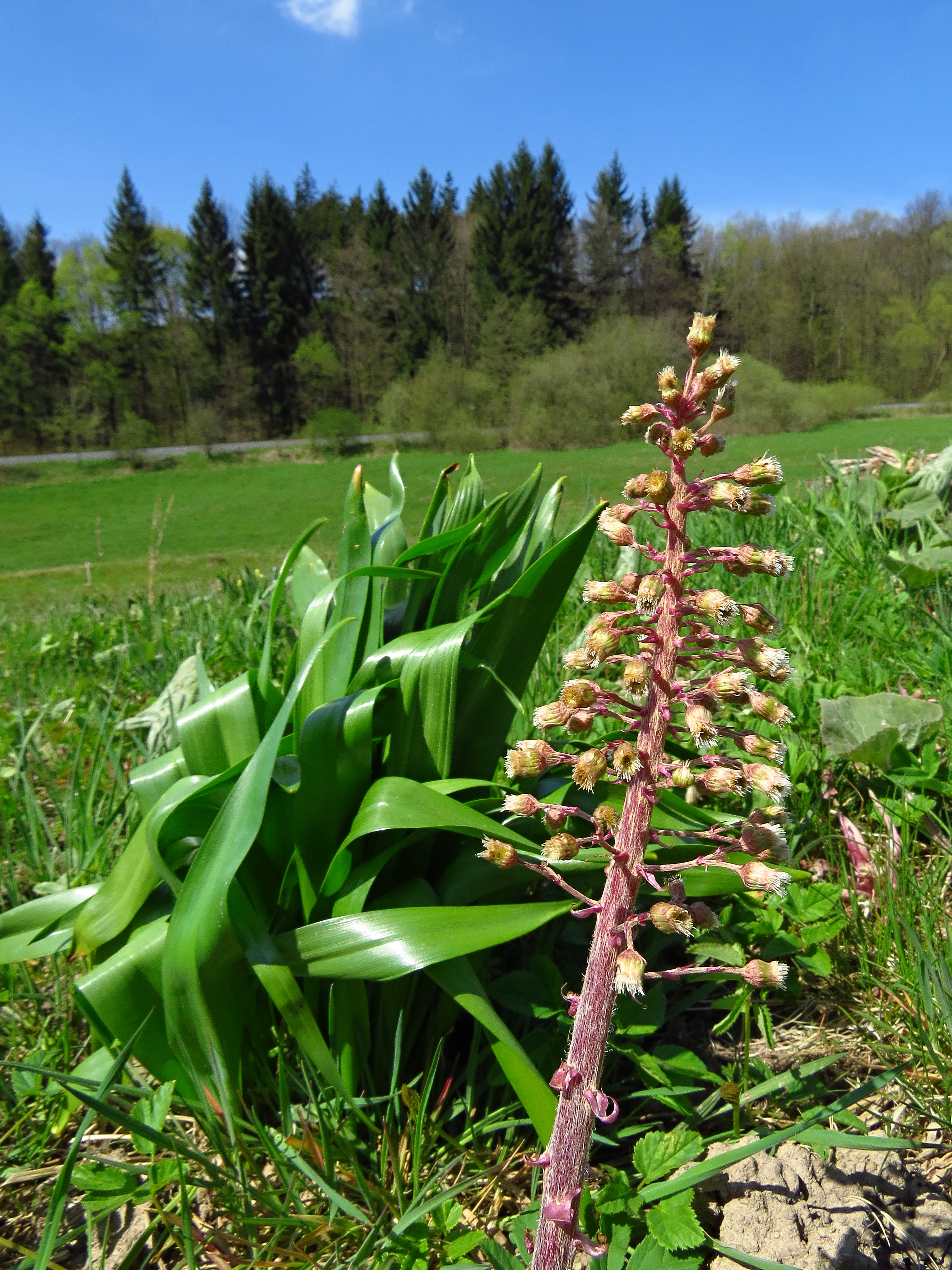